# Набережная Махаджиров
Набережная Махаджиров — улица в городе Сухум, бывшая Михайловская набережная, набережная Чёрного моря. Самая старая улица в Сухуми.
Популярный туристический маршрут. Протяжённость 850 метров.
Пешеходная зона. На большей части набережной параллельно пешеходно-прогулочной зоне расположены пляжи.
Набережная Махаджиров начинается от пересечения с ул. Академика Сахарова и заканчивается на углу ул. Званба. Со стороны улицы Академика Сахарова переходит в набережную Диаскуров, со стороны ул. Званба переходит в ул. Читанава.

## История
Исторически улица начиналась от восточных ворот Сухумской крепости и стремилась на восток, вдоль берега моря, до р. Басла.
Как отмечает Агумаа А. С. первоначально это была дорога, которая вела из форта Бомборы. Она проходила через западные ворота Сухумской крепости, а затем выходила через восточные ворота. Отсюда она шла вдоль набережной на восток, до форта Дранды.
Первое упоминание о набережной относится к 1810 году. На берегу моря появились первые постройки — плетеные домики, обмазанные глиной и побеленные известью.
В начале XIX в. улица не имела официального названия, просто — набережная. Вдоль этой дороги, от западных ворот крепости до р. Басла, с северной стороны со временем были построены дома. Так образовалась Приморская улица. Лишь в начале 1860-х гг. улица получила официальное название Михайловская набережная — в честь наместника на Кавказе Михаила Николаевича Романова.

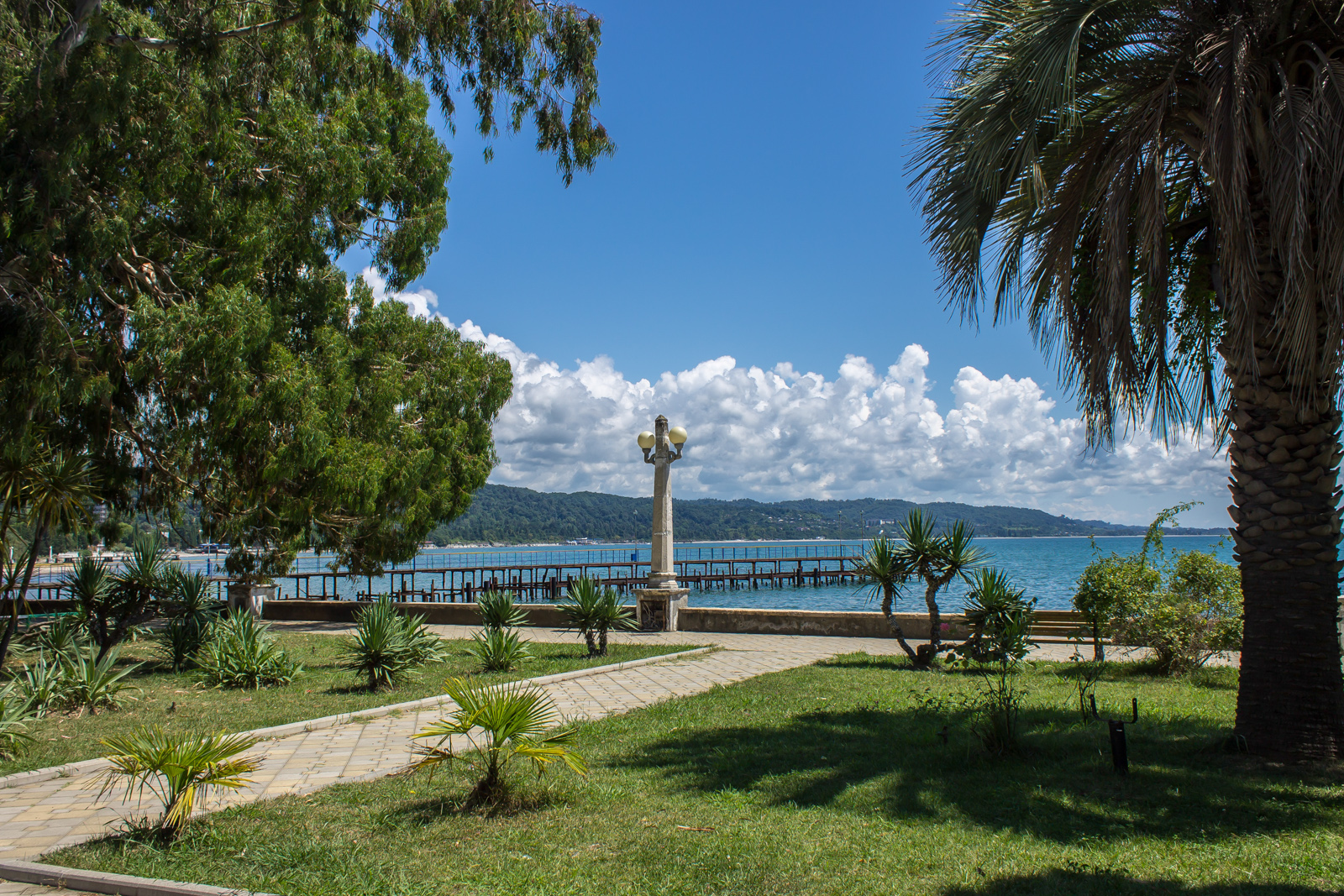

Набережная начала активно застраиваться в XX веке, отдельные здания той эпохи сохранились и по сей день. Общий облик этого живописного района создают каменные дома с балконами.
С 1921 г. набережная переименовывается в улицу Ленина, а с 1937 года была переименована в набережную Ш. Руставели.
В мае 1963 года по набережной прогуливались Фидель Кастро и Никита Хрущёв.
С 1994 года носит название Набережная Махаджиров — в память об абхазах, переселившихся в XIX веке в Турцию.

## Достопримечательности

### Скульптуры
- Памятник махаджирам (2010), скульптор Геннадий Лакоба[4].
- Скульптуры персонажей рассказов российского и абхазского писателя Фазиля Искандера Чика и Ники[5]

Скульптура Чика с курицей была установлена на набережной Махаджиров в сентябре 2011 года. Изваяние сопровождается цитатой из Искандера: «Вдруг Чику стало жалко курицу… она была такая белая!». Скульптура Ники с патефоном — в 2013 . Автором обеих композиций стал художник и скульптор Архип Лабахуа. Патефон был отправлен на реставрацию в МУП «Благоустройство» в августе 2020 года.
- Скульптура «Тачкум»

В 2018 году скульптуру персонажа абхазской народной сказки Тачкума, подожгли, а после попытались снести. В итоге во время акта вандализма были разрушены две трубы, они проходят по всему «телу» и через локоть попадают в камень, который Тачкум держит в руке и из которого льется вода.
Администрация Сухума восстановила скульптуру Тачкума. Но вскоре вода из камня вновь перестала литься.
- Скульптура Пингвина-философа[8]
- Скульптура «Камень», посвященную Осипу Мандельштаму[9] (2021)

### Фонтаны
- Фонтан на площади имени второго президента Абхазии Сергея Багапш (2021)[10][11]

Работы по строительству фонтана были начаты в феврале, их проводило МУП «Благоустройство». Ранее на месте фонтана располагалась клумба.
Конкурс на лучший проект памятника и благоустройства площади имени С. В. Багапш в Сухуме был объявлен 1 июля 2019 года. Срок приема работ продлевали несколько раз, в том числе и в связи с отсутствием заявок на конкурс.
После завершения приема заявок рабочей группе по проведению открытого конкурса было поручено 25 января 2021 года завершить прием проектных работ в соответствии с поданными заявками на участие в конкурсе.

Установка фонтана вызвала бурное обсуждение проекта горожан.

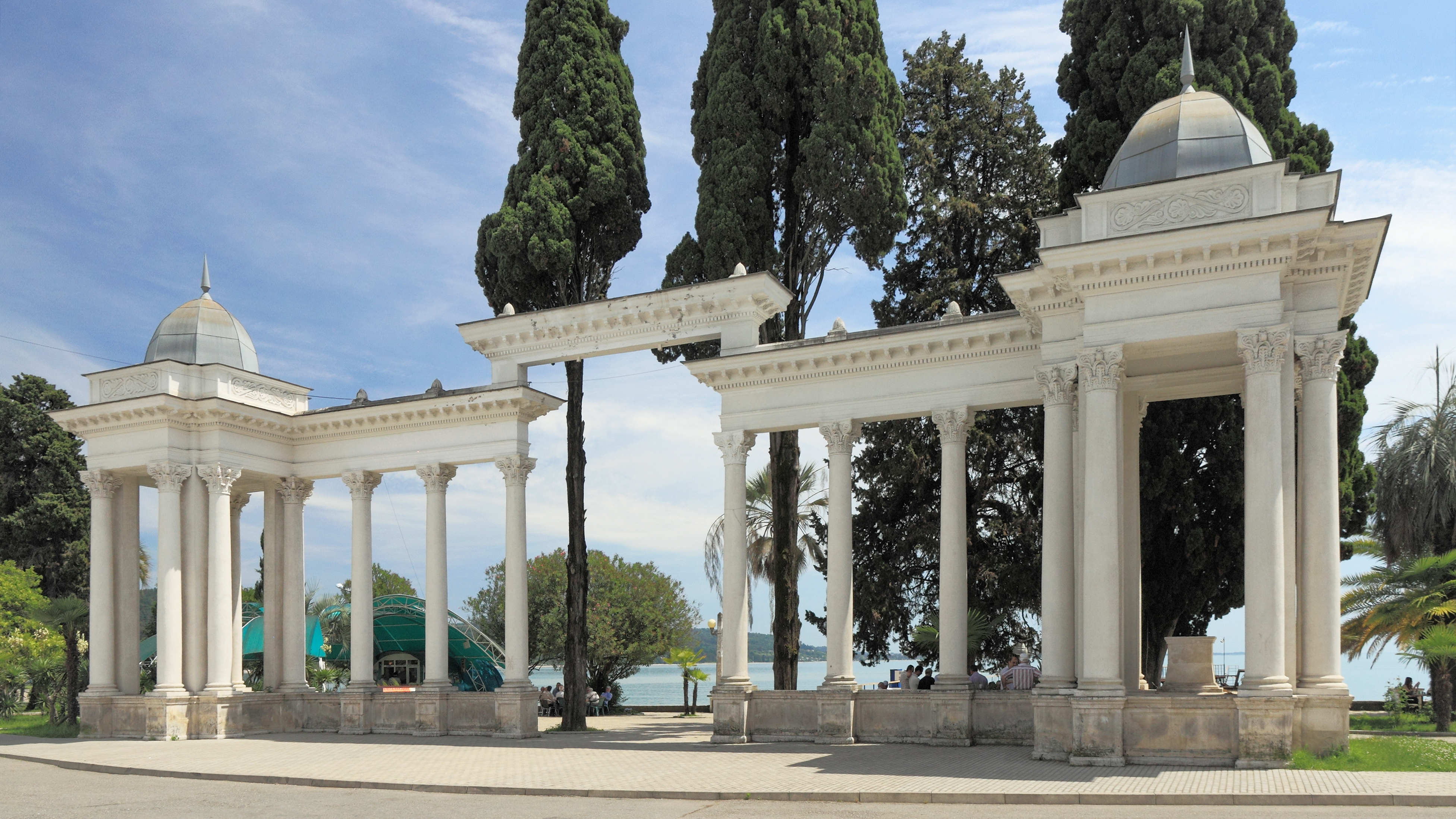
Колоннада

Фонтан на набережной может оказаться временным, если по проекту благоустройства он не будет предусмотрен.
- фонтан питьевой воды со скульптурой в память о пропавших без вести (скульптор Архип Лабахуа)[15]

Фонтанчик располагается на площади перед драмтеатром, на углу улицы Пушкина и Набережной Махаджиров

### Колоннада
Колоннада было построена в 1948 году по проекту архитектора Я. О. Кварацхелия в стиле сталинского ампира. Сооружение состоит из двух половин, установленных на общие постаменты.
Две части колоннады в месте соединения образуют арку для прохода к набережной. Венчают колоннаду два небольших купола.

### Здания

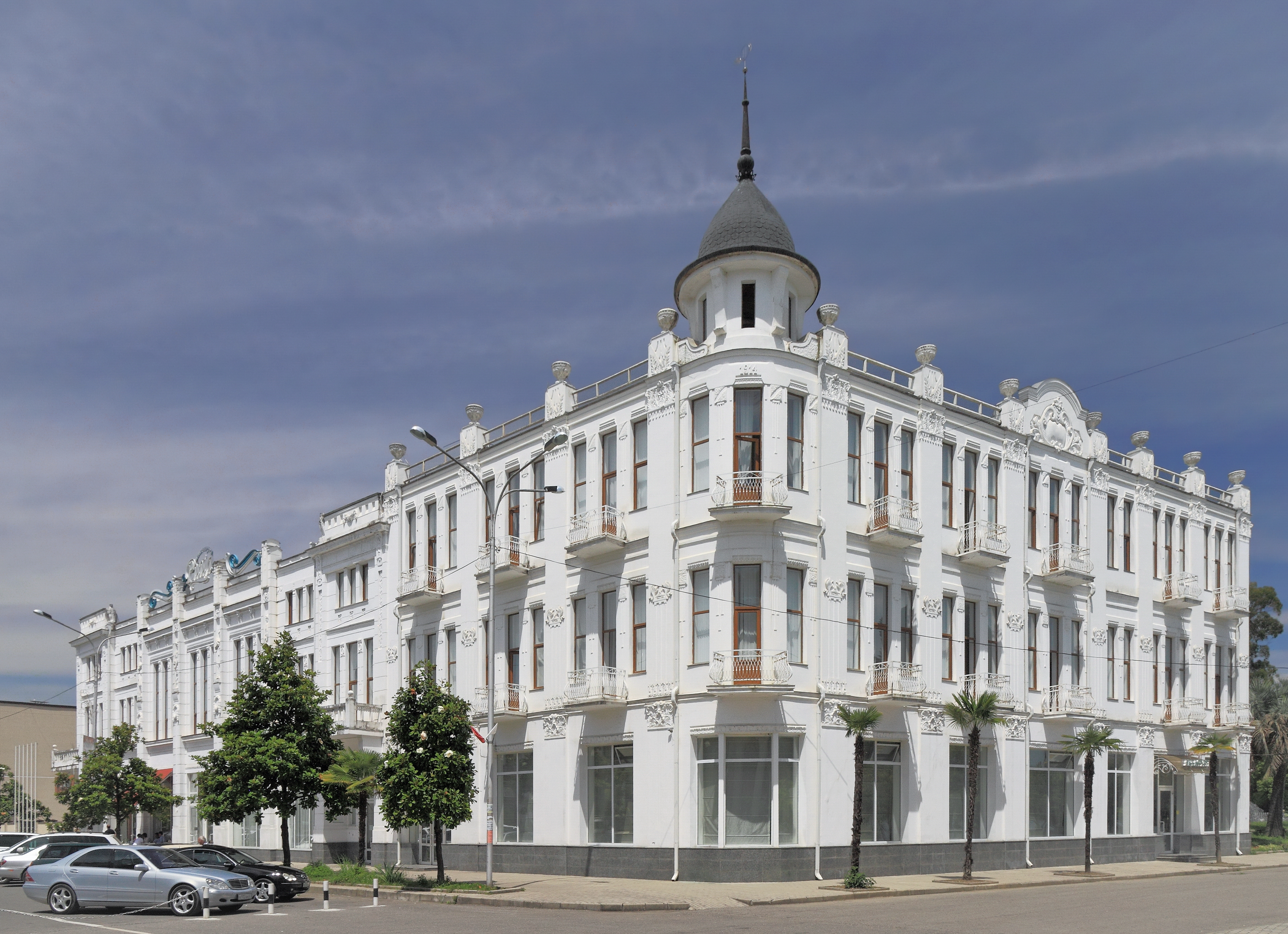
Здание гостиницы «Рица»

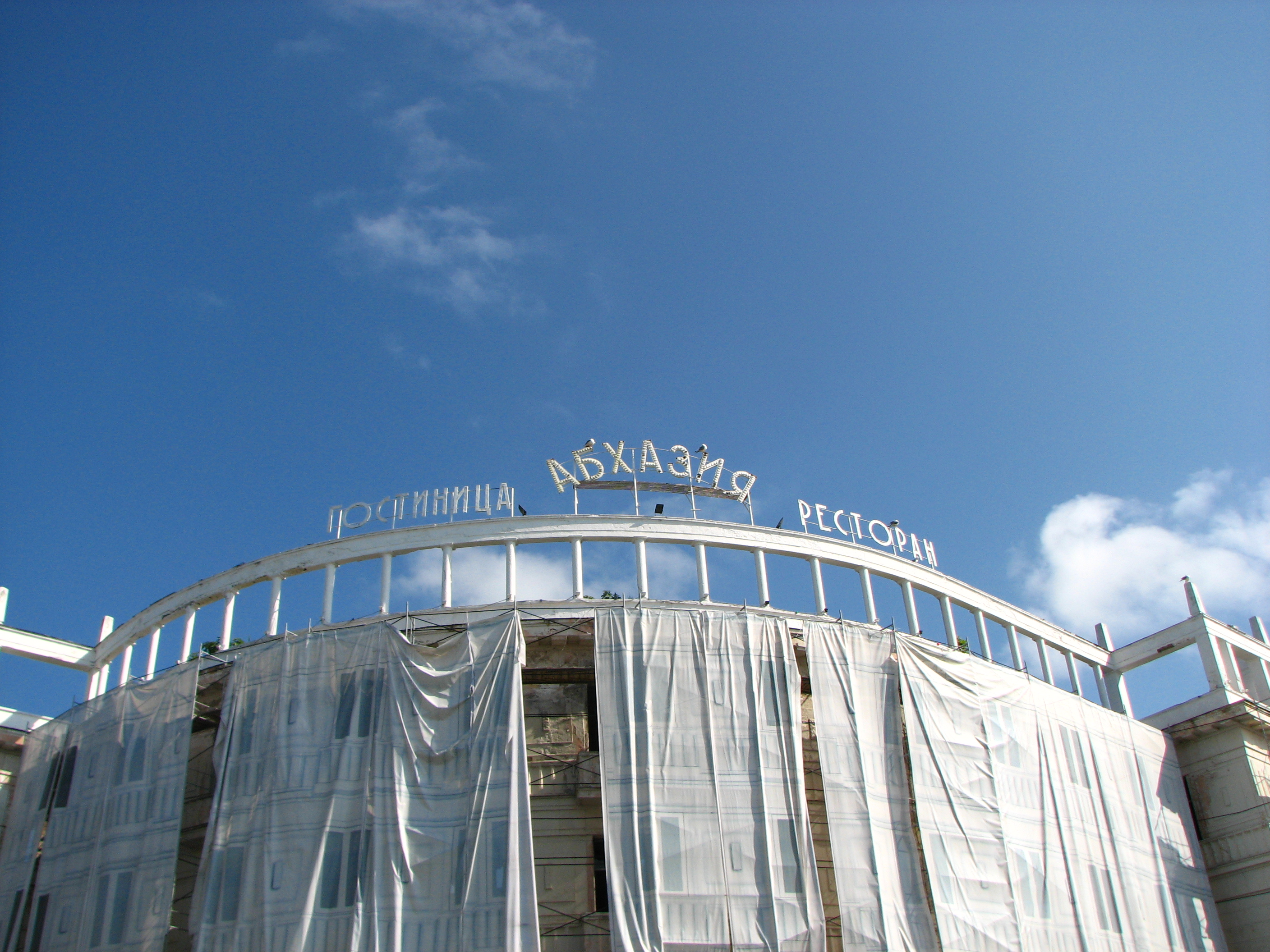
Здание гостиницы «Абхазия»

- здание гостиницы «Ориенталь» (памятник архитектуры)[18]
- здание гостиницы «Россия» (1898)[19]
- здание гостиницы «Рица»
- здание гостиницы «Абхазия»

Гостиница «Абхазия» была возведена в 1930-х годах архитектором Владимиром Щуко. Комплекс занимает площадь в тридцать тысяч квадратных метров, его территория ограничена проспектом Леона, улицами Лакоба, Аидгылара и набережной Махаджиров. Гостиница считалось одной из лучших в СССР. В 80-х годах XX века в этой гостинице располагалось абхазское отделение старейшей советской туркомпании «Интурист». Здание гостиницы «Абхазия» полностью сгорело во время пожара в 1985 году.
25 декабря 2007 года Парламент Абхазии принял закон "О приватизации имущественного комплекса гостиницы «Абхазия». Объект приватизировала компания «Континенталь», которая с учётом приватизационного сбора и государственных пошлин выплатила 73 миллиона рублей.

## Инфраструктура

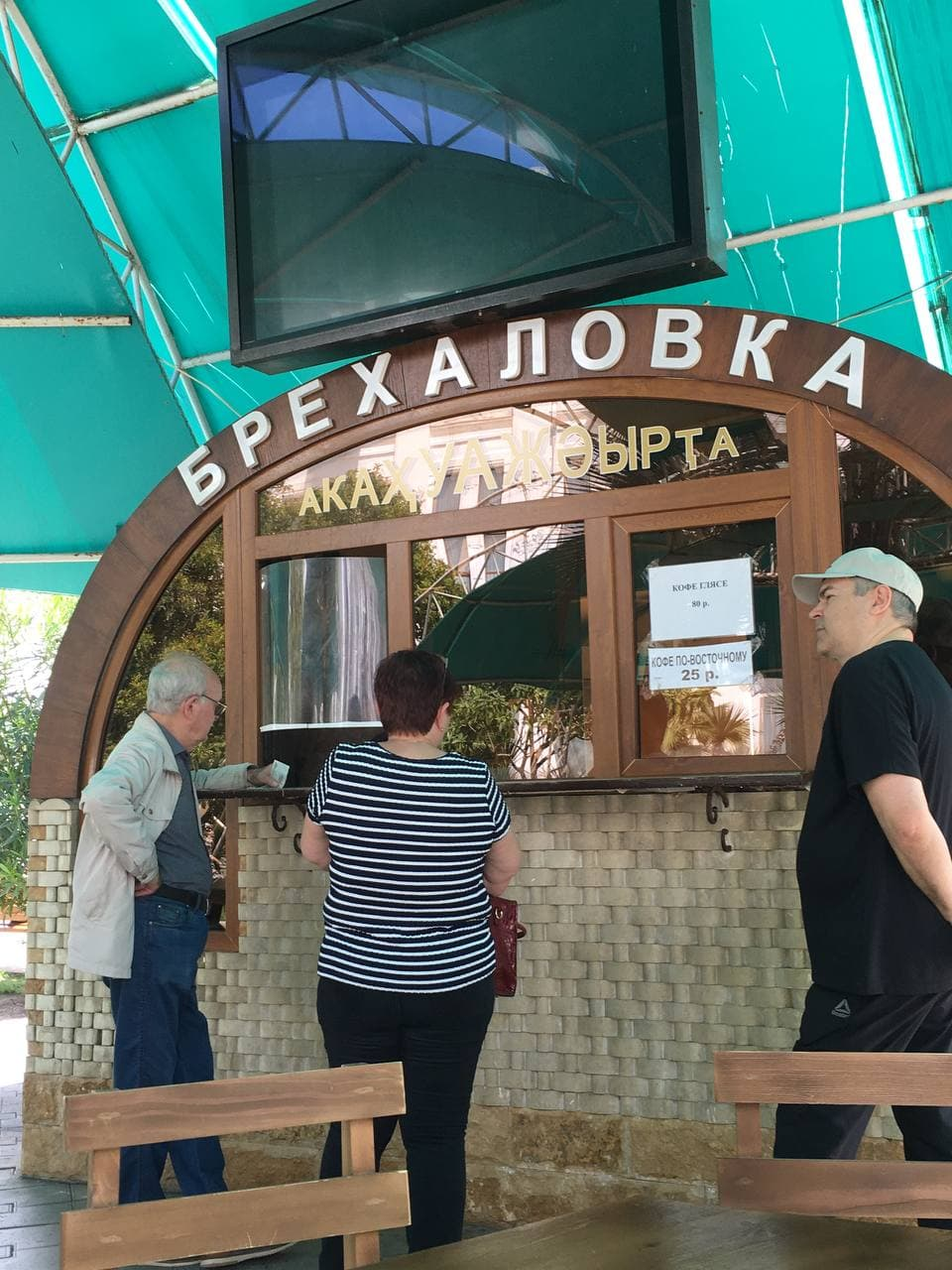
Брехаловка

На набережной находятся многочисленные кафе и рестораны с национальной и европейской кухней, например ресторан Нартаа, Брехаловка.
Набережная оборудована скамейками и фонарями.
На большей части разбит парк, засаженный эвкалиптами, кипарисами, олеандры, магнолии и жасмин.
В 2019 году было высажено девять пальм трахикарпус вдоль гостиницы «Абхазия», пальмы в вечернее время подсвечиваются.

## Галерея

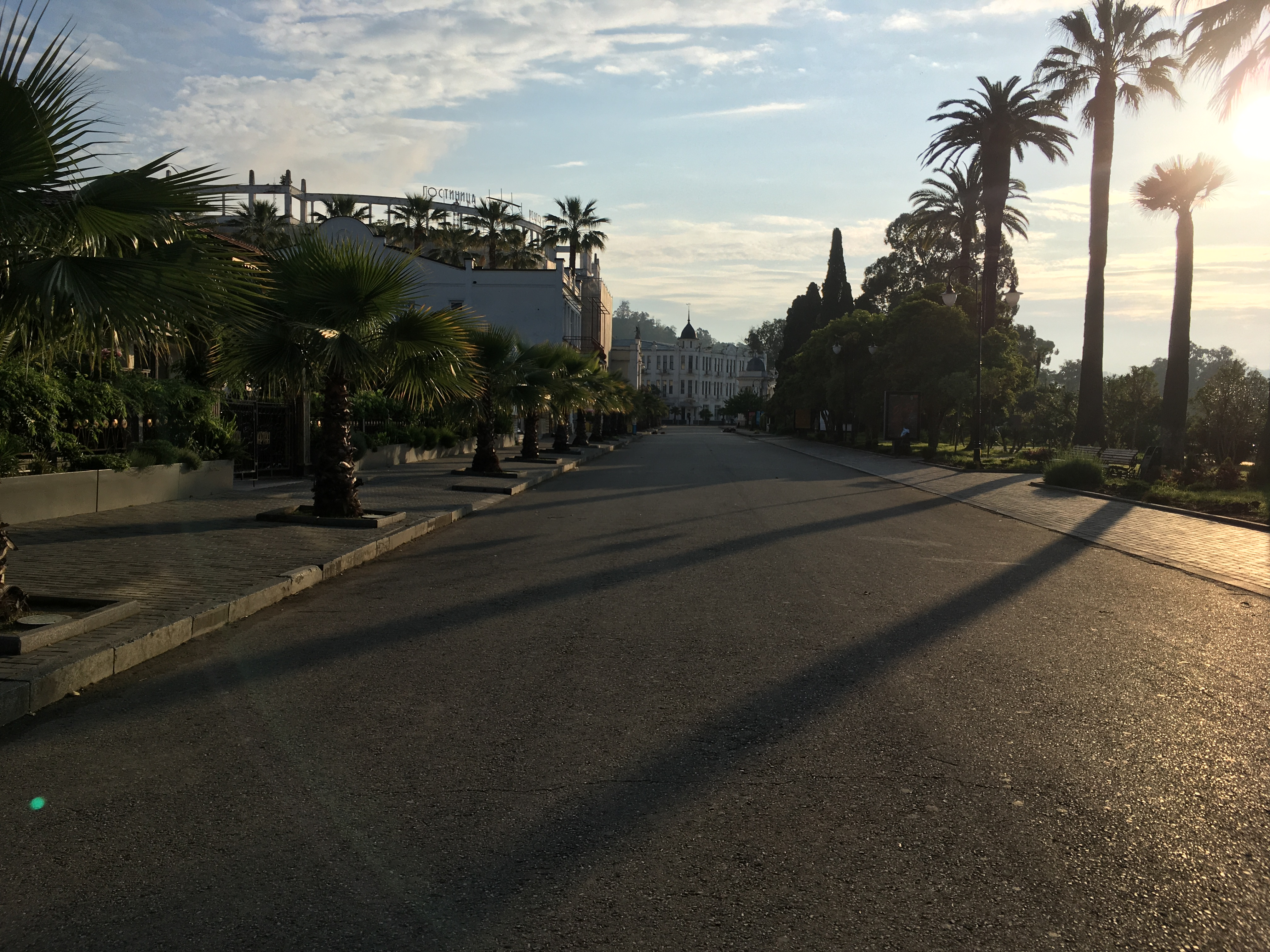
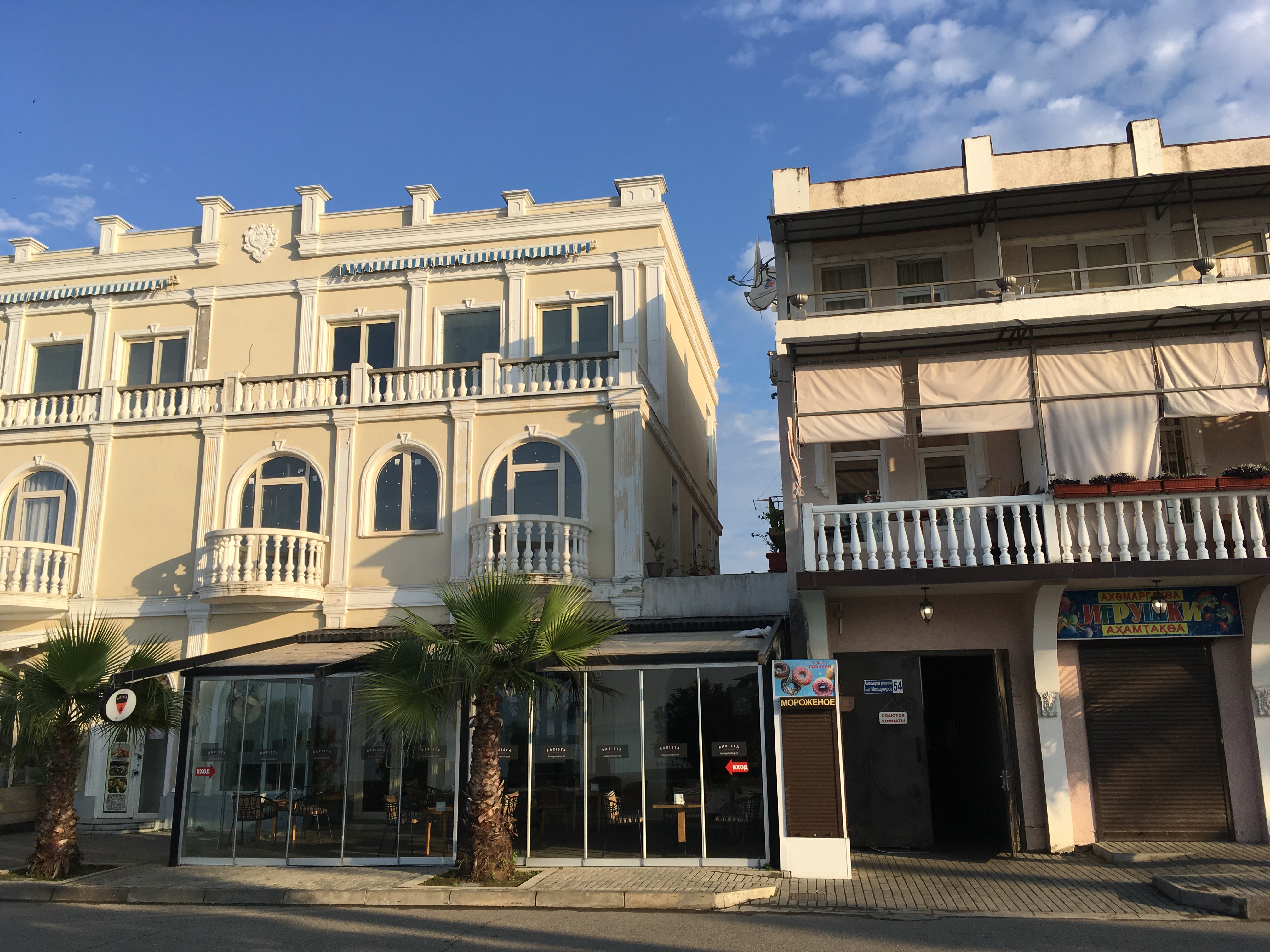
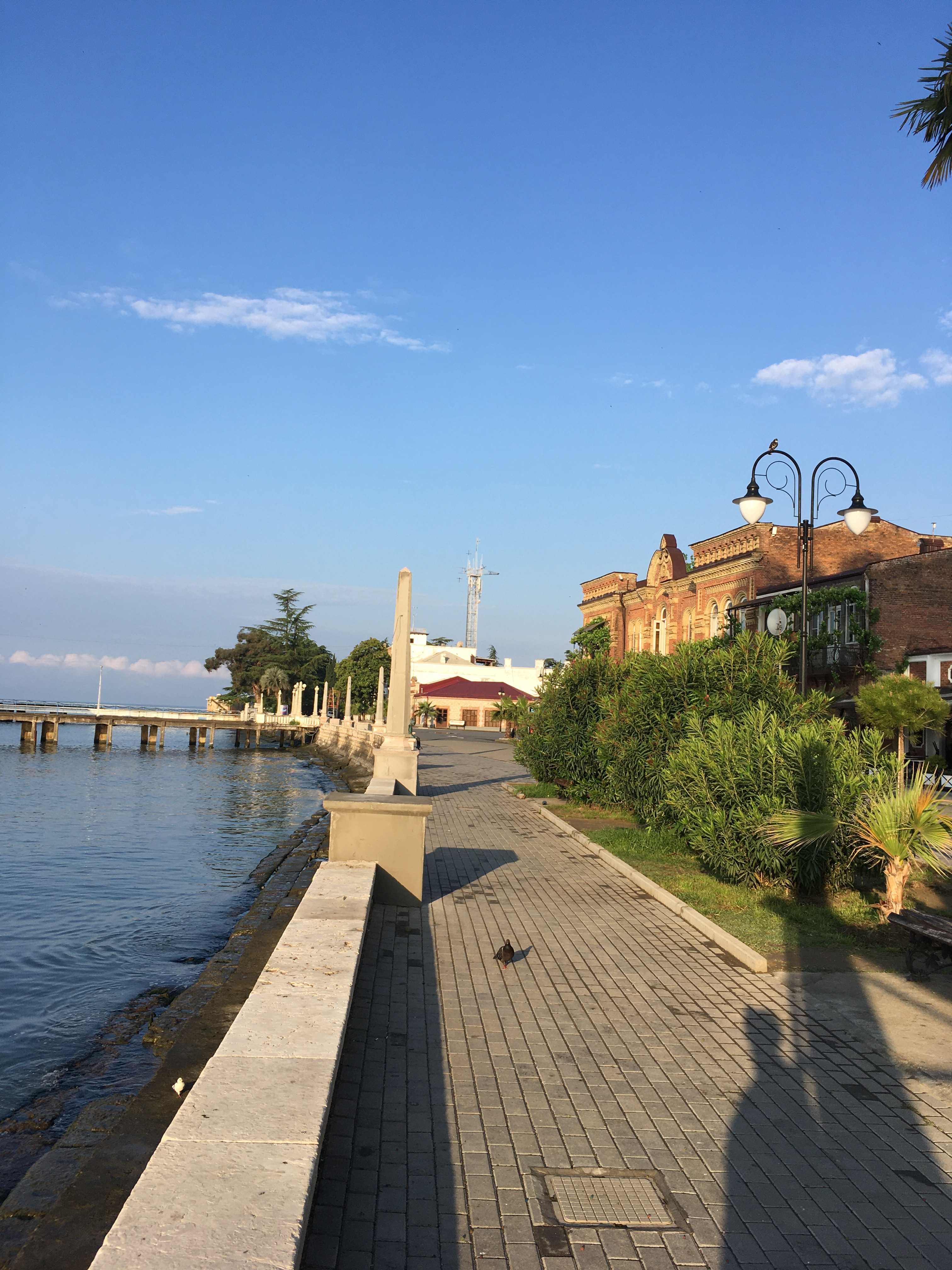
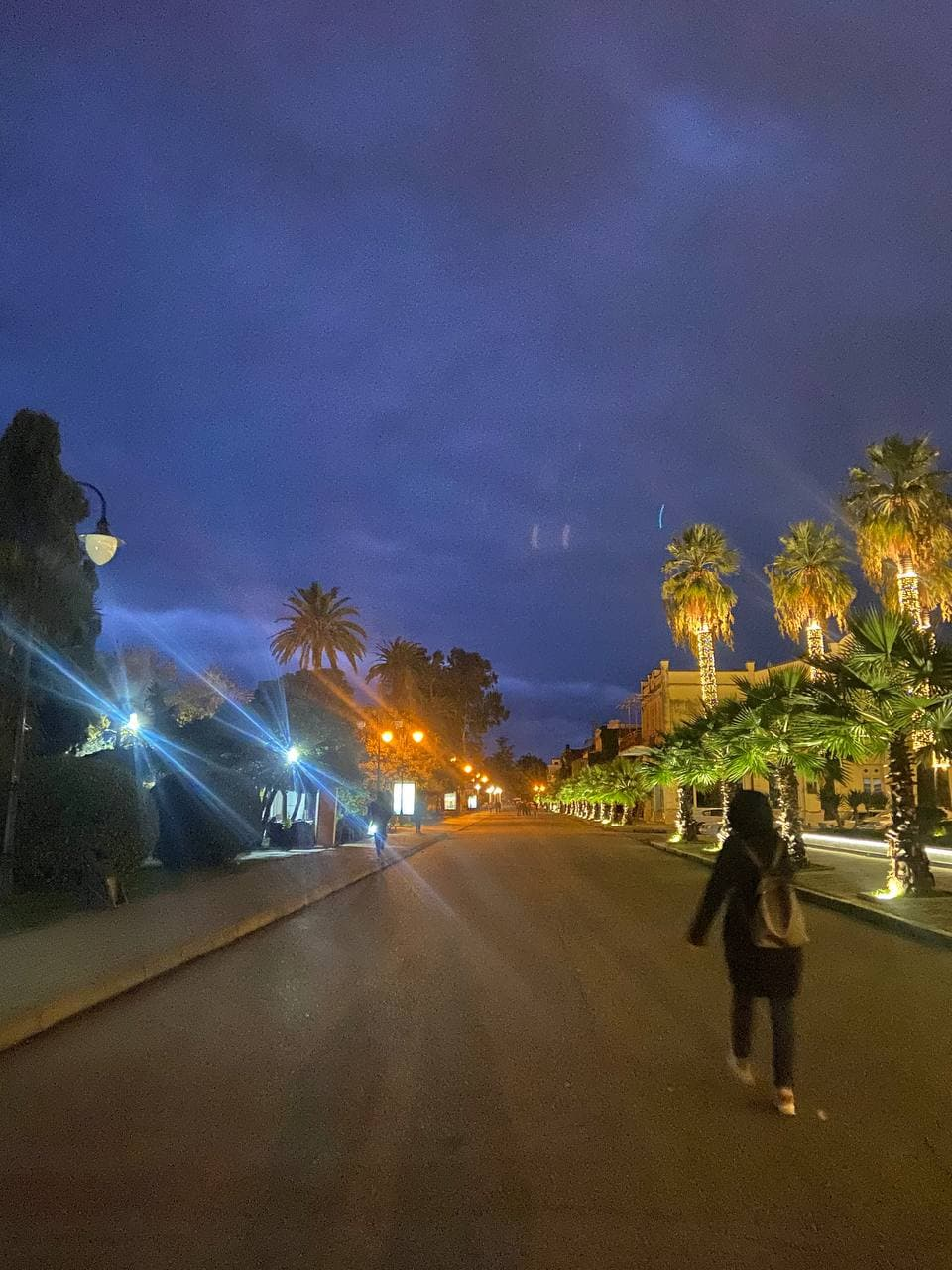
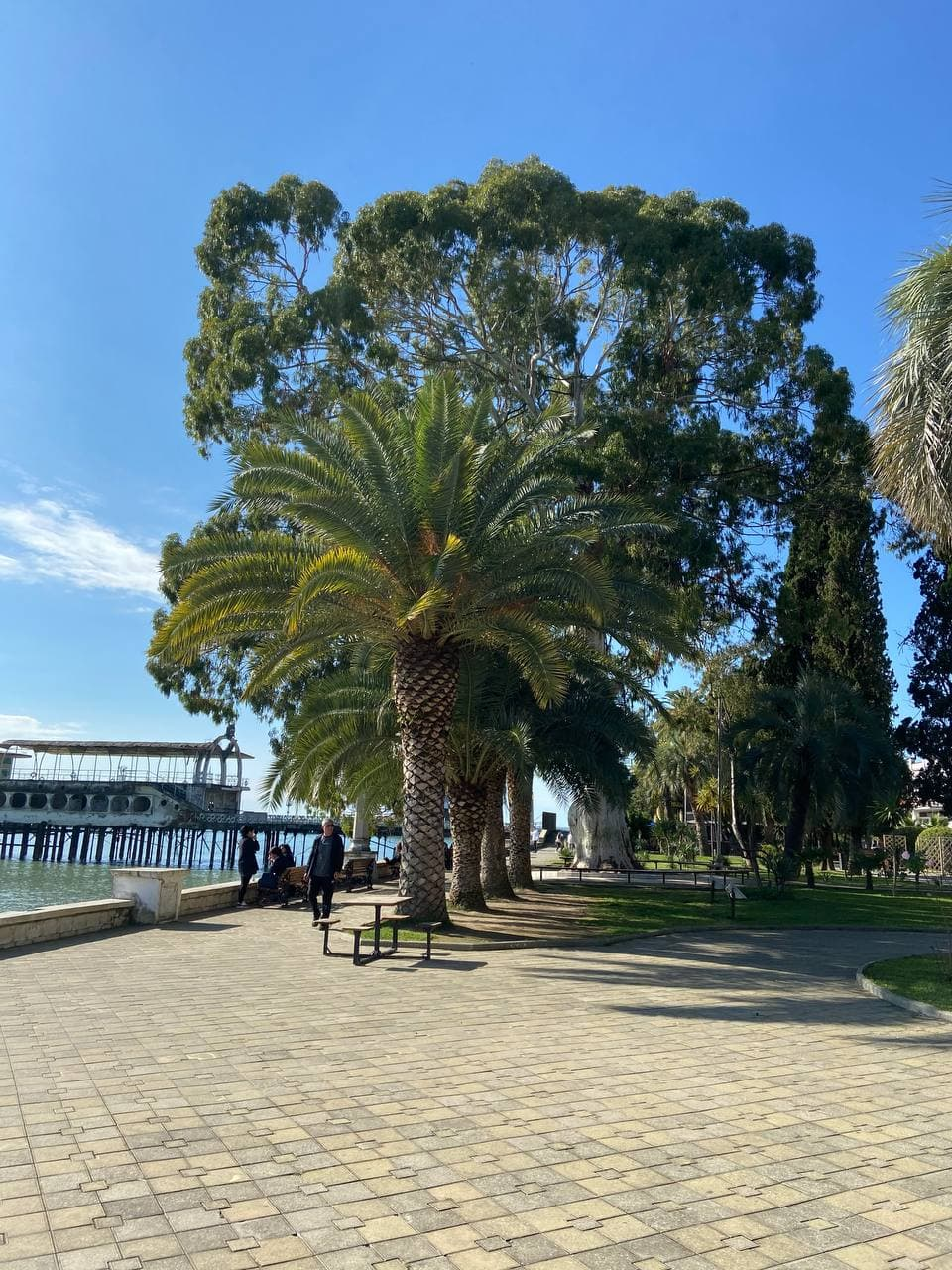